# Manual para los fieles
Manual para los fieles és el tercer àlbum d'estudi de la banda espanyola Los Piratas. Es va publicar l'any 1997 per la Warner Music Group i va comptar amb la producció de Juan Luis Giménez, membre de Presuntos Implicados, que ja havia treballat amb la banda en el treball anterior.
Aquest àlbum va representar un allunyament del rock convencional que havien desenvolupat fins al moment, i el primer contacte amb altre elements per fusionar com el folk i la música electrònica. Van comptar amb la col·laboració d'Antón Reixa, Anxo Pintos, Kepa Junkera, Miqui Puig o Soledad Giménez.
Dues de les cançons del disc, «M» i «Mi matadero clandestino», van ser incloses en bandes sonores de pel·lícules, la primera a Mensaka i la segona com a tema extra en l'edició espanyola de la banda sonora de Batman i Robin.

## Llista de cançons
| Núm.          | Títol                                                                                           | Durada |
| ------------- | ----------------------------------------------------------------------------------------------- | ------ |
| 1.            | «-»                                                                                             | 0:15   |
| 2.            | «Fecha caducada» (col·laboració d'Anxo Pintos)                                                  | 4:50   |
| 3.            | «Mi coco»                                                                                       | 4:51   |
| 4.            | «La canción de la tierra» (col·laboració de Kepa Junkera)                                       | 4:40   |
| 5.            | «M» (col·laboració d'Anxo Pintos i Miqui Puig)                                                  | 4:53   |
| 6.            | «Mi matadero clandestino (Big Station)»                                                         | 3:37   |
| 7.            | «Te echaré de menos» (col·laboració de Soledad Giménez)                                         | 3:41   |
| 8.            | «Canción para Pris»                                                                             | 4:15   |
| 9.            | «Sin título»                                                                                    |        |
| 10.           | «T.R.»                                                                                          | 4:11   |
| 11.           | «Tan Fácil»                                                                                     | 4:20   |
| 12.           | «Comarcal al infierno»                                                                          | 4:16   |
| 13.           | «Mr. Wah Wah»                                                                                   | 4:03   |
| 14.           | «El viaje sideral del pequeño saltamontes (El modo "D" 2ª parte)» (col·laboració d'Antón Reixa) | 6:46   |
| 15.           | «Tristura»                                                                                      | 2:34   |
| Durada total: | Durada total:                                                                                   | 57:12  |

## Crèdits
| Los Piratas - Paco Seren - Pablo Álvarez - Alfonso Román - Javier Fernández (Hall 9000) - Iván Ferreiro | Músics addicionals - Antón Reixa - Anxo Pintos - Kepa Junkera - Miqui Puig - Soledad Giménez |

Equip tècnic
- Producció: Juan Luis Giménez
- Disseny: Mariela Santalla
- Il·lustració: Sean Mackaoui
- Fotografia: José Luis Santalla